# Дядюшка Бак
«Дядюшка Бак» или «Дядя Бак» (англ. Uncle Buck) — семейная комедийная драма 1989 года с участием Джона Кэнди, Эми Мэдиган, Маколея Калкина, Джин Луиза Келли. Фильм снял режиссёр Джон Хьюз.

## Сюжет
Ленивого, добродушного дядюшку-холостяка просят позаботиться о племянниках. У отца их матери сердечный приступ и родители должны отправиться в другой город. К дяде Баку те обратились, чтобы он присмотрел в течение недели за их тремя отпрысками разного возраста. И он действительно круто меняет их жизнь, сам преображаясь в неожиданном для себя качестве домохозяина и воспитателя.

## В ролях
- Джон Кэнди — Бак Рассел
- Джин Луиза Келли — Тиа Рассел
- Маколей Калкин — Майлс Рассел
- Гэби Хоффманн — Мэйзи Рассел
- Эми Мэдиган — Шанис Коболовски
- Гэррет М. Браун — Боб Рассел
- Элейн Бромка — Синди Рассел
- Лори Меткалф — Марсия Фрост
- Джей Андервуд — Баг

## Съёмки
Дядюшка Бак стал первым фильмом для Джона Хьюза, где он выступил в роли продюсера, режиссёра и сценариста по договору с Universal Studios. Съёмки начались 4 января 1989 года в Чикаго, и было решено оптимизировать производство за счёт использования местной территории.

## Кассовые сборы
В течение первой недели проката в США и Канаде, «Дядюшка Бак» собрал 8,7 миллионов долларов в 1,804 кинотеатрах, став № 1 по кассовым сборам, оставаясь на первом месте в течение 4 недель.
Всего фильм собрал 66,7 миллионов долларов в США и Канаде, и 12,5 миллионов долларов в других странах, тем самым собрав в итоге 79,2 миллионов долларов. В 1989 году по сборам он стал 18-м в США и Канаде, и 20-м в мире.

## Критика
Дядюшка Бак получил смешанные отзывы. Агрегатор рецензий Rotten Tomatoes дал картине оценку в 64 %, основываясь на 25 обзорах.

## Сериалы
Телеканал CBS в 1990 году начал транслировать сериал «Дядюшка Бак». Программа не получила признания от телеобозревателей, а после переноса на пятницу её рейтинги упали, и шоу закрыли. Двадцать пять лет спустя ABC решил запустить ещё один ситком по фильму, но на этот раз с полностью афро-американским актерским составом. В отличие от фильма, сериалы не стали известными и почти утеряны.

## Релиз на домашних носителях
Дядюшка Бак был выпущен на VHS в 1989 году, а на DVD — в 1998. 26 августа 2008 года был выпущен DVD-набор, включавший в себя фильмы Вояки, Дядюшка Бак и На лоне природы. 8 февраля 2011 года фильм вышел на Blu-ray Disc, а 28 июня 2011 года — в формате Blu-ray Disc вместе с цифровой и DVD копиями.